# فرنسيسكو سواريز
فرنسيسكو سواريز (بالإسبانية: Francisco Suárez)‏ (5 يناير 1548 – 25 سبتمبر 1617) هو كاهن يسوعي إسباني، وفيلسوف ولاهوتي، كان واحدًا من الشخصيات البارزة في حركة مدرسة سلامنكا، ويعتبر واحد من أبرز السكولاستية (مدرسة فلسفية) بعد توما الأكويني. يُعتبر عمله نقطة تحول في تاريخ الفلسفة السكولاستية الثانية، وذلك بوسم مرحلة انتقالية من عصر النهضة إلى عصر العقلانية. وفقًا لكروستوفر شيلدس ودانيال شوارتز: «إن الشخصيات مستقلة عن بعضها في المكان، والوقت، والتوجهات الفلسفية مثل غوتفريد لايبنتس، وهوغو غروتيوس، وصموئيل بوفندورف، وأرتور شوبنهاور، ومارتن هايدغر، جميعهم وجدوا أسباب للإشارة إليه على أنه مصدر للإلهام والتأثير».

## حياته ومسيرته المهنية
ولد فرانسيسكو سواريز في غرناطة في منطقة الأندلس (جنوب إسبانيا)، من أصل يهودي، في 5 يناير 1548.
بعد ثلاث سنوات من الدراسات التمهيدية منذ سن العاشرة وما بعدها، قُبل سواريز عام 1561 في جامعة سلامانكا ودرس القانون. في عام 1564 بعمر السادسة عشرة، دخل سواريز إلى الرهبنة اليسوعية في سلامنكا وقضى عامان في التدريب الروحي الحادِّ تحت وصاية الأب ألونسو رودريغيز. في أغسطس 1566، قام سواريز بأداء نذره الأول كيسوعي، ثم بدأ في أكتوبر 1566 بدراسة علم اللاهوت في سلامنكا. لم يبدو سواريز في بادئ الأمر كتلميذ واعد، كان في الواقع على وشك الاستسلام في دراسته بسبب فشله بامتحان القبول مرتين، لكن بعد نجاحه في الامتحان في محاولته الثالثة أخذت الأمور مجرى آخر.
في 1570، عندما أنهى دراسته، بدأ سواريز بتعليم الفلسفة، أولًا في سلامنكا كمعلم مدرسي، وعمل بعدها بروفيسور في الجامعة اليسوعية في شقوبية. كان سر الكهنوت في مارس 1572 في شقوبية. استمر بتدريس الفلسفة في شقوبية حتى شهر سبتمبر من عام 1574.
انتقل إلى الجامعة اليسوعية في بلد الوليد (مدينة إسبانية) لتعليم علم اللاهوت، وهي مادة استمر بتدريسها حتى بقية حياته. درّس في تتابع في أماكن مختلفة: افيلا (1575)، وشقوبية (1575)، وبلد الوليد (1576)، وروما (1580–85)، وألكالا دي إيناريس (1585–92) وسلامنكا (1585–92). انتقل إلى كويمبرا عام 1597، بعد عدة سنوات من انضمام (خط كبار السن) مجلس هابسبورغ الإسباني إلى العرش البرتغالي. لتولي الرئاسة الأساسية في علم اللاهوت في جامعة قلمرية. بقي هناك، إلى جانب تعليمه في روما لفترة قصيرة، حتى وفاته عام 1617.
كتب سواريز عن مواضيع متنوعة، منتجًا بذلك مجموعة من الأعمال (وصلت كمية أعماله في اللغة اللاتينية إلى ستة وعشرين مجلد). شملت كتابات سواريز أطروحات عن القانون، والعلاقة بين الكنيسة والدولة، وما وراء الطبيعة، وعلم اللاهوت. يُعتبر عراب القانون الدولي.
كانت مناقشاته الميتافيزيقية مقروءة على نطاق واسع في أوروبا خلال القرن السابع عشر، ويعتبرها العلماء أحد أكثر أعمال سواريز عمقًا.
كان يُعتبر سواريز في وقته أحد أعظم الفلاسفة واللاهوتين وكان يُلقب ب «الطبيب الاستثنائي والمتدين»، حضر غريغوريوس الثالث عشر محاضرته الأولى في روما. دعاه بولس الخامس لنفي مجادلات جيمس الأول، وتمنى أن يبقيه بجانبه للاستفادة من معرفته. أرسله فيليب الثاني ملك إسبانيا إلى جامعة قلمرية ليمنح الجامعة مكانة مرموقة، وعندما زار سواريز جامعة برشلونة خرج الأساتذة الجامعيون لرؤيته مرتديًا شعار من كلياتهم.
بعد وفاته في البرتغال (إما في لشبونة أو في كويمبرا) استمرت سمعته بالانتشار، وكان له تأثير مباشر على فلاسفة رائدين مثل هوغو غروتيوس، ورينيه ديكارت، وغوتفريد لايبنتس وجون نوريس.
في 1679 أدان البابا إنوسنت الحادي عشر الاقتراحات الست والخمسون للاحتيال الشرعي، المتخذة بصورة رئيسية من كتابات اسكوبار، وسواريز وآخرون، كان غالبيتهم يسوعيون واللاهوتيون، ومنع التدريس عنهم تحت عقوبة الحرمان الكنسي.

## الفكر الفلسفي
كانت الميتافيزيقية وفلسفة القانون من أهم إنجازاته الفلسفية. قد يُعتبر سواريز آخر الممثلين المرموقين من السكولاستية الذي التزم بالشكل المعتدل من التوماوية وطور الميتافيزيقيا كتحقيق منهجي.

### الميتافيزيقيا
بالنسبة لسواريز كانت الميتافيزيقيا هي علم الماهية الحقيقية (والوجود)، كانت تعنى أكثر بالوجود الحقيقي أكثر من الوجود المفاهيمي، وكانت تعني بالروحانية أكثر من الوجود المادي. اعتقد سواريز أن أمر الماهية والوجود هو سيان بالنسبة لله، لكنه لا يتفق مع الأكويني وآخرون في أن الماهية والوجود المحدود هي حقًا منفصلة. وناقش أنها في الواقع متميزة فقط من الناحية المفاهيمية أكثر من كونها قابلة للفصل، ويمكن تصورها بشكل منطقي فقط على أنها منفصلة.
في موضوع المسلمات الذي طال نقاشه سعى جاهدًا لإيجاد سبيل متوسط بين واقعية دانز سكوطس والمذهب الأسمي لويليام الأوكامي. إن موقفه أقرب ما يكون للمذهب الأسمي أكثر من توما الأكويني. هو يُصنف أحيانًا كأسمي متقدم لكنه يعترف أن الدقة الموضوعية تصنفه مع الواقعيون المعتدلون. إن الواقعية الوحيدة والوحدة الحقيقية في العالم الوجودي هذا هو الأفراد. يؤكد سواريز أن الطبيعة البشرية عند سقراط لا تختلف عن الطبيعة البشرية عند أفلاطون إلا أنها لا تشكل واقعية أكثر. هناك العديد من «الاتحاد الرسمي» (في حالة العلوم الإنسانية) كما هناك الأفراد، لا يشكل هؤلاء الأفراد الواقعية، بل يشكلون فقط وحدة جوهرية أو مثالية «على هذا النحو، العديد من الأفراد، الذي يقال إنهم من نفس الطبيعة، هم كذلك: فقط من خلال سير الفكر، وليس عبر الموضوعية وجوهر الأشياء التي يوحدها». على أي حال، الاتحاد الرسمي هو ليس خلق تعسفي من العقل بل هي موجودة» في طبيعة الأشياء، ورئيسية لأي عملية عقلية.

### علم اللاهوت
في علم اللاهوت ربط سواريز نفسه بعقيدة لويس دي مولينا، البروفسور اليسوعي الشهير في ايفورا. حاول سواريز التوفيق بين عقيدة القدر الإلهي وإرادة الإنسان الحرة وتعليم القدر الإلهي في الرهبنة الدومينيكانية وذلك بالقول إن القدر الإلهي مترتب على المعرفة السابقة للتصميم الحر للإرادة الإنسانية. سعى سواريز لمطابقة وجهة النظر هذه مع أكثر المذاهب الأرثوذكسية لتأثير النعمة والاختيارات الخاصة، على الرغم من أنها جميعًا تتشارك الرحمة الكافية.

## التأثير
مارست إسهامات سواريز في الميتافيزيقيا وعلم اللاهوت تأثير كبير على السكولاستية اللاهوتية في القرن السابع عشر والثامن عشر بين الرومان الكاثوليك والبروتستانت.
يُرجع الفضل إلى قوة سواريز في النظام اليسوعي، كانت مناقشاته الميتافيزيقية تُعلم على نطاق واسع في المدارس الكاثوليكية في إسبانيا، والبرتغال وإيطاليا.
انتشرت مناقشاته من هذه المدارس إلى الكليات اللوثورية في ألمانيا. حيث دُرس النص بشكل خاص من قبل الذين فضلوا ملانكتون أكثر من موقف لوثر تجاه الفلسفة. خدمت هذه المناقشات كمرجع للفلسفة لعدد من الجامعات اللوثورية في القرن السابع.
على نحو مماثل، كان لسواريز تأثير كبير على إصلاح التقاليد في المدارس الألمانية والهولندية على كل من الميتافيزيقية والقانون، بما في ذلك القانون الدولي. أُثنيت أعماله كثيرًا، على سبيل المثال من قبل هوغو غروتيوس (1583-1645).
إن تأثيره واضح على كتابات بارثولوميوس كيكيرمان (1571–1609)، وغيلبرت جاك (1578–1628)، وجوهان وهاينريش الستيد (1588–1638)، وانتونيوس واليوس (1573–1639)، وجوهانس ماككوفيوس (جان ماكسكي، 1588–1644) وآخرون. كان تأثيره منتشرًا حيث أنه عام 1643 حث المصلح اللاهوتي الهولندي جاكوبوس ريفينوس بنشر رد بحجم كتاب: سواريز ريبورجاتيوس. ذُكر أن كتاب سواريز دي ليغبوس أحد أفضل كتب القانون من قبل البروتستانتي ريتشارد باكستر واتجه صديق باكستر ماثيو هال إليه لنظريته القانون الطبيعي.

## الانتقادات الموجهة
انتقد روبرت فيلمر في عمله (البطريركية، أو القوة الطبيعية للملك) وجهات نظر سواريز عن الأصل البشري للنظام السياسي، ودفاعه عن قتل الطاغية النابع من الاستياء الشعبي. آمن فيلمر أن الكالفينية والكاثوليك الرومان مثل سواريز هم منافسون خطيرون لنظام ملكية الحق الإلهي، ومنح الشرعية للهيمنة الأبوية على ذريتهم، والتي زعم فليمر أنها يمكن أن تعود إلى آدم.

## أعماله الرئيسية
- التجسيد (1590-1592)

- الأسرار المقدسة (1593-1603)

- المناقشات الميتافيزيقية (1597)

- البحث عن سمات الجوهر المقدس (1606)

- الأديان (1608-1625)

- المندوب (1612)

- التشجيع (1621)

## وصلات خارجية
- فرنسيسكو سواريز على موقع الموسوعة البريطانية (الإنجليزية)
- فرنسيسكو سواريز على موقع إن إن دي بي (الإنجليزية)